# مايكل باريه
مايكل باريه (بالفرنسية: Michaël Barré)‏ هو لاعب كرة قدم فرنسي في مركز الدفاع، ولد في 31 أغسطس 1974 في Carentan ‏ في فرنسا. لعب مع ستاد ماليرب كان ونادي تشيربورغ.